# Carlo Taglioni
Carlo Taglioni (* vor 1755 in Turin; † 1835? in Neapel?) war ein italienischer Grotesktänzer, Ballettmeister und Choreograf.

## Leben und Wirken
Taglioni ist der Vater der bedeutenden Tänzer und Choreografen Filippo Taglioni (1777–1871) und Salvatore Taglioni (1789–1868), und Großvater von Marie und Paul Taglioni. Carlo war als Grotesktänzer hauptsächlich in Oberitalien tätig. Er debütierte 1773 in Turin. 1778 war er zum „primo grottesco“ aufgestiegen. Er tanzte in Livorno und Pisa (1794), in Florenz (1795) und am Teatro La Fenice in Venedig (1797/98). Um 1809 choreografierte er in Wien, wo sein Sohn Filippo Taglioni tanzte. Zuletzt trat er 1818 in Neapel auf.